# Бели хора в Аржентина
Белите аржентинци са 60% от населението на Аржентина, което е около 39 000 000 души.
Страната е с най-голям дял бяло население в Латинска Америка и е 2-ра по численост на представителите от бялата раса.

## Аржентински испанци
| Аржентинските испанци съставляват около 70% от населението на Аржентина или към 25 – 28 000 000 души. Мнозинството от тези 70% имат частичен испански произход, а хората с пълен испански произход са около 40% или 16 000 000 от населението. - Хосе де Сан Мартин – аржентински генерал, водач на въстания в различни южноамерикански държави - Антонио де ла Руа – бивш президент на Аржентина - Еленио Ерера – бивш футболист и треньор - Клаудио Лопес – футболист |

## Аржентински италианци
Аржентинските италианци съставляват около 60% от населението на Аржентина или към 20 – 25 000 000 души. Мнозинството от тези 60% имат частичен италиански произход, а хората с пълен италиански произход са около 40% или 16 000 000 от населението.

### Личности
- Лионел Меси – футболист
- Габриела Сабатини – тенисистка
- Астор Пиацола – музикант

## Аржентински араби
Арабите в Аржентина са около 3 500 000 души (2006), по-голямата част от тях са съсредоточени в Буенос Айрес, Берисо, Мар дел Плата, Санта Фе, Чако, Чубут. Повечето от арабите в Аржентина са от Ливан или Сирия.

### Личности
- Карлос Менем – бивш президент на Аржентина
- Клаудио Хусаин — футболист
- Омар Асад — футболист
- Антонио Мохамед — футболист
- Омар Хасан — ръгбист
- Ямила Диас-Рахи — Манекенка

## Аржентински българи
По неофициални данни аржентинските граждани от български произход са около 40 000 души (според други оценки — около 80 000 души), главно в Буенос Айрес, Берисо, Мар дел Плата, Роке Саенс Пеня, Лас Бреняс, Комодоро Ривадавия (2001). Според официалните статистики българите са под – 3000 души, което е свързано с т.нар. натурализация (и отчитането само на новите емигранти в опр. период), смесните бракове и т.н.

### История
Най-масовата вълна е от икономически имигранти през 20-те г. на ХХ в., когато над 20 000 българи се заселват в провинциите Буенос Айрес (Берисо) и Санта Фе, Чубут (Комодоро Ривадавия), Чако (Роке Саенс Пеня, Лас Бреняс).

### Организации
Регистрирани са Аржентино-българска фондация и Аржентино-българска асоциация „Хан Аспарух“ (Буенос Айрес), Културно-просветни дружества в Берисо, Роке Саенс Пеня, Лас Бреняс, Комодоро Ривадавия, Мар дел Плата. Вестник „Български вести“ (Буенос Айрес).